# Стшегова (Малопольське воєводство)
Стшегова (пол. Strzegowa) — село в Польщі, у гміні Вольбром Олькуського повіту Малопольського воєводства.
Населення — 589 осіб (2011).
У 1975-1998 роках село належало до Катовицького воєводства.

## Демографія
Демографічна структура станом на 31 березня 2011 року:
|          | Загалом | Допрацездатний вік | Працездатний вік | Постпрацездатний вік |
| -------- | ------- | ------------------ | ---------------- | -------------------- |
| Чоловіки | 302     | 66                 | 201              | 35                   |
| Жінки    | 287     | 43                 | 170              | 74                   |
| Разом    | 589     | 109                | 371              | 109                  |